# Lac Kinkony
Le lac Kinkony est un site Ramsar situé dans la région de Boeny, au nord-ouest de Madagascar. Il est inclus dans la nouvelle aire protégée de Mahavavy-Kinkony. Avec sa superficie de 14 000 hectares, il constitue le deuxième plus grand lac de Madagascar. Le lac est d'une importance capitale pour la biodiversité lacustre, abritant de nombreuses espèces endémiques. En outre, il joue un rôle essentiel dans l'économie locale, soutenant les activités de pêche et de riziculture des communautés environnantes.

## Description
Le lac Kinkony est situé au sein du bassin de Mahavavy dans la partie occidentale de Madagascar, dans la region de Boeny, District de Mitsinjo. Il constitue un écosystème lacustre d’eau douce de caractère permanent avec une surface de 14 000 hectares,, ce qui le classe comme deuxième plus grand lac de Madagascar, succédant au lac Alaotra. situé dans la région de Boeny.
Inscrit parmi les sites Ramsar de Madagascar, le lac Kinkony est également intégré au complexe des zones humides de Mahavavy-Kinkony, un ensemble écologique pressenti pour être consacré en tant que nouvelle aire protégée (NAP) sous l’égide de l’Office national pour l’environnement depuis 2009. Ce lac représente près de la moitié de l’étendue aquatique continentale du Complexe. Les riverains exploitent le lac principalement pour la pêche et la riziculture qui sont des activités traditionnelles et vitales pour l’économie locale, comme le souligne Kiener en 1963.

## Climatologie
La région du lac Kinkony bénéficie d’un régime pluviométrique annuel moyen s’élevant à 1550 mm, avec une saison des pluies marquée en janvier et février. Le thermomètre affiche une température moyenne annuelle de 26 °C, fluctuant entre un minimum de 18 °C au mois de juillet et un maximum de 35 °C en décembre selon la direction générale de la Météorologie.

## Biodiversité
Le lac Kinkony se distingue comme un sanctuaire biologique d’importance capitale pour diverses espèces endémiques et menacées. Il est notamment le biotope du Damba, poisson endémique qui incarne l’identité biologique régionale. Les formations végétales périphériques composées principalement de roselières à Phragmites mauritianus fournissent des aires de nidification et des refuges à une avifaune riche incluant 45 espèces d’oiseaux aquatiques, parmi lesquelles quatre sont classées comme menacées. L’espèce aviaire Amaurornis olivieri, endémique et classée en danger, y trouve également refuge. Le lac est aussi l’habitat de 18 espèces ichthyologiques dont Paretroplus dambabe (en danger) et Paretroplus kieneri (vulnérable), ainsi que des chéloniens tels que Erymnochelys madagascariensis (en danger critique).

## Menaces et pressions environnementales
Le lac Kinkony fait face à diverses menaces anthropiques qui compromettent son intégrité écologique. La surpêche et l’emploi de méthodes de pêche illicites constituent des dangers immédiats pour la faune aquatique. Par ailleurs, l’aménagement agricole intensif, incluant la conversion des zones humides en rizières, impose une pression considérable sur l’écosystème lacustre,. Des modifications physico-chimiques notables ont été enregistrées au fil du temps, avec une diminution alarmante de la superficie des roselières, estimée à 80 % entre 1949 et 2008. La sédimentation résultant de l’érosion des bassins versants méridionaux contribue également à l’accroissement de la turbidité des eaux du lac.

## Conservation et gestion du lac Kinkony
Le lac Kinkony est intégré au sein du complexe des zones humides de Mahavavy-Kinkony, un ensemble écologique en voie de classification en tant que nouvelle aire protégée (NAP) de Madagascar, sous l’égide de l’Office national pour l’environnement depuis 2009. Ce site, reconnu comme zone humide d’importance internationale selon la convention de Ramsar, est englobé dans l’aire protégée de Mahavavy Kinkony, dotée d’un plan de gestion environnementale. Une initiative communautaire a été mise en place pour réguler les activités de pêche et agricoles, visant à promouvoir une exploitation durable des ressources lacustres. La partie méridionale du lac est désignée comme réserve cynégétique par l’arrêté n° 0126 SEHAEF / DIR/FOR du 13 janvier 1971. Le complexe jouit d’un statut de protection provisoire conformément à l’arrêté Interministériel n°1066/2006 MINENVEEF-MEM du 17 janvier 2007. La gestion d’une zone située à l’est du lac a été récemment déléguée aux communautés locales, en vertu d’un arrêté communal n°021/CR/ANT/09 signé en 2009. L’organisation Asity Madagascar supervise la gestion de cette aire protégée en collaboration étroite avec les communautés riveraines.

## Galerie

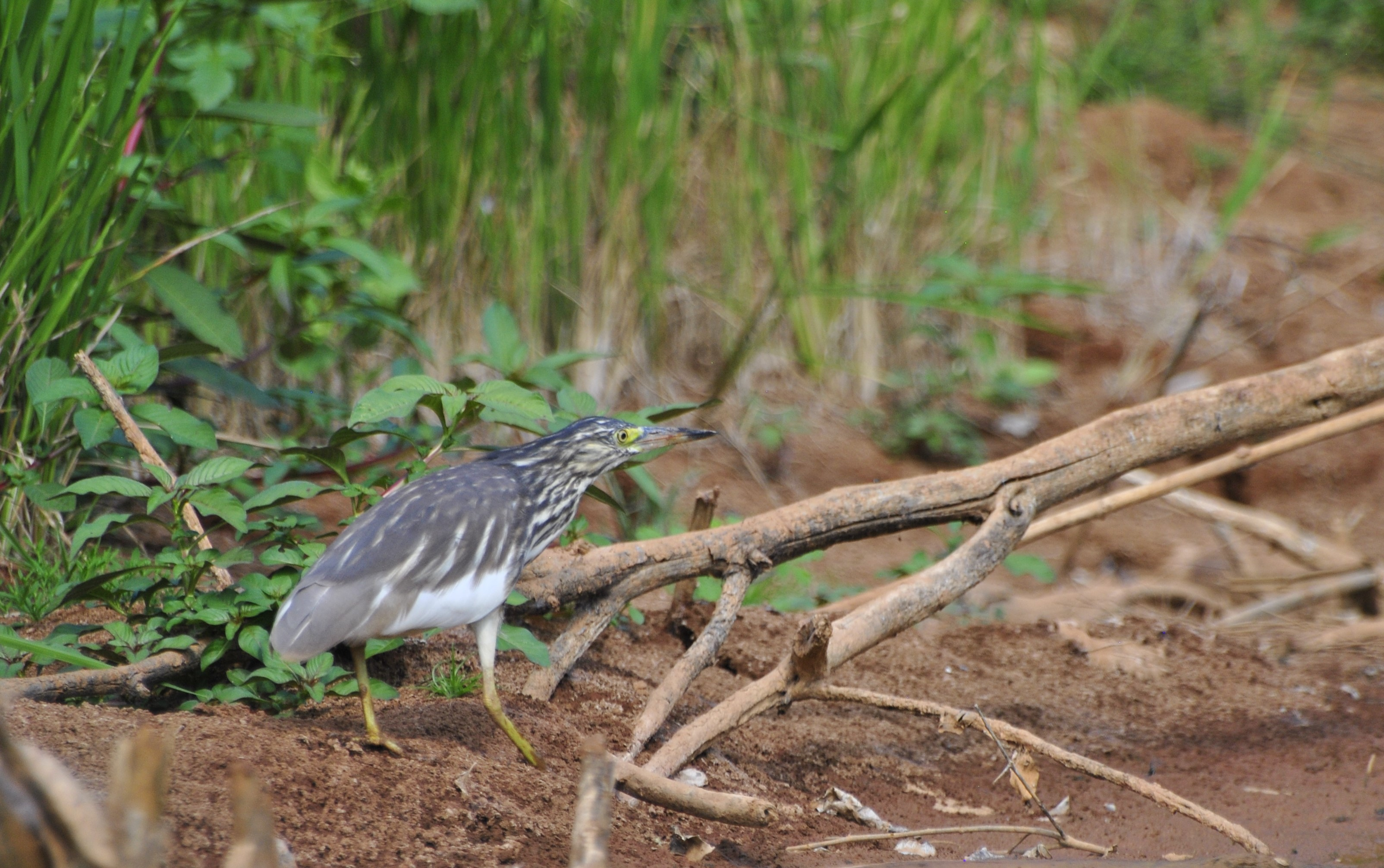
Malagasy Pond Heron Ardeola idae - Crabier blanc du complexe Mahavavy-Kinkony, Boeny, Madagascar.
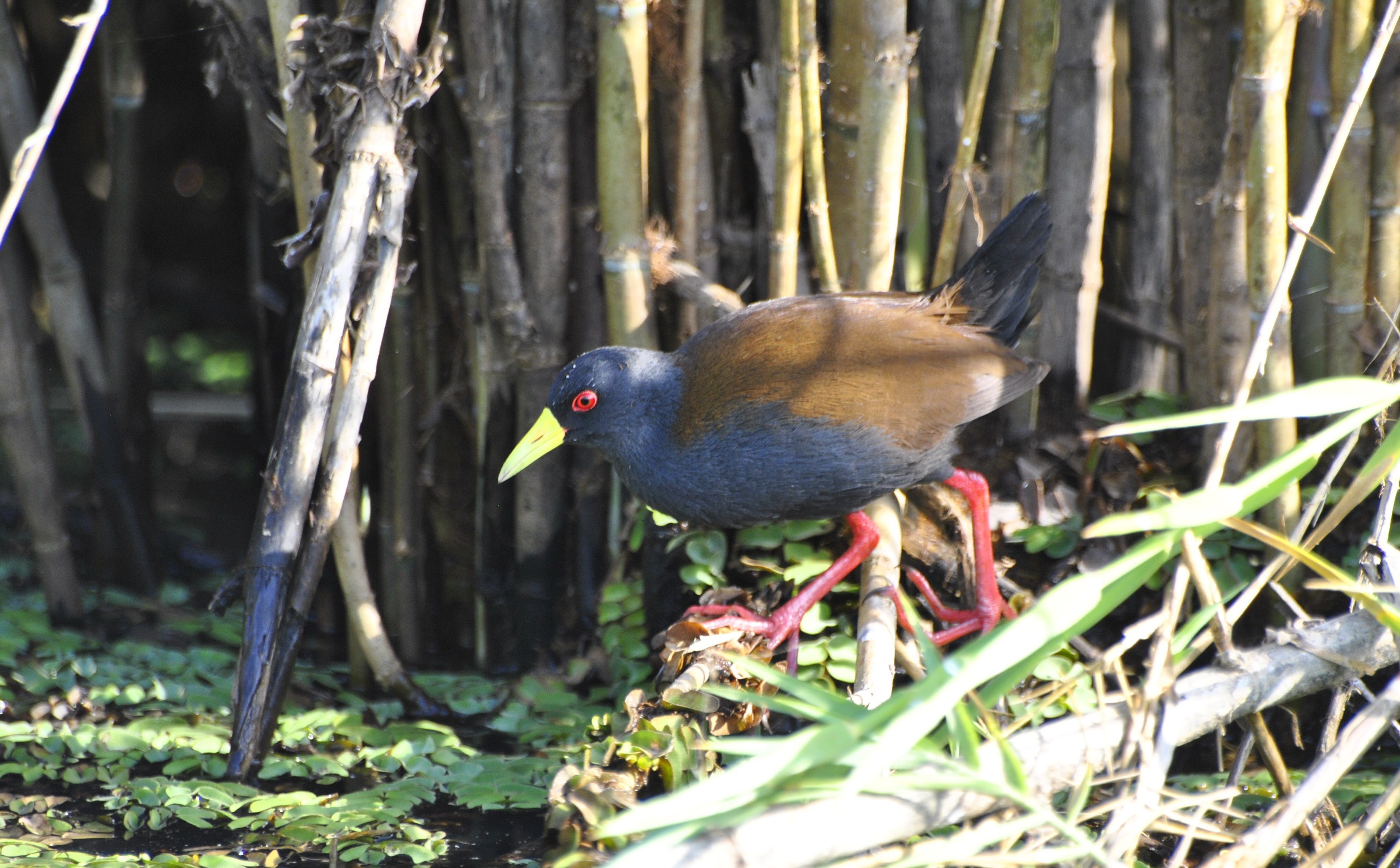
Râle d'Olivier, Marouette d'Olivier, Zapornia olivieri - Sakalava Rail du lac Kinkony, Boeny, Madagascar.
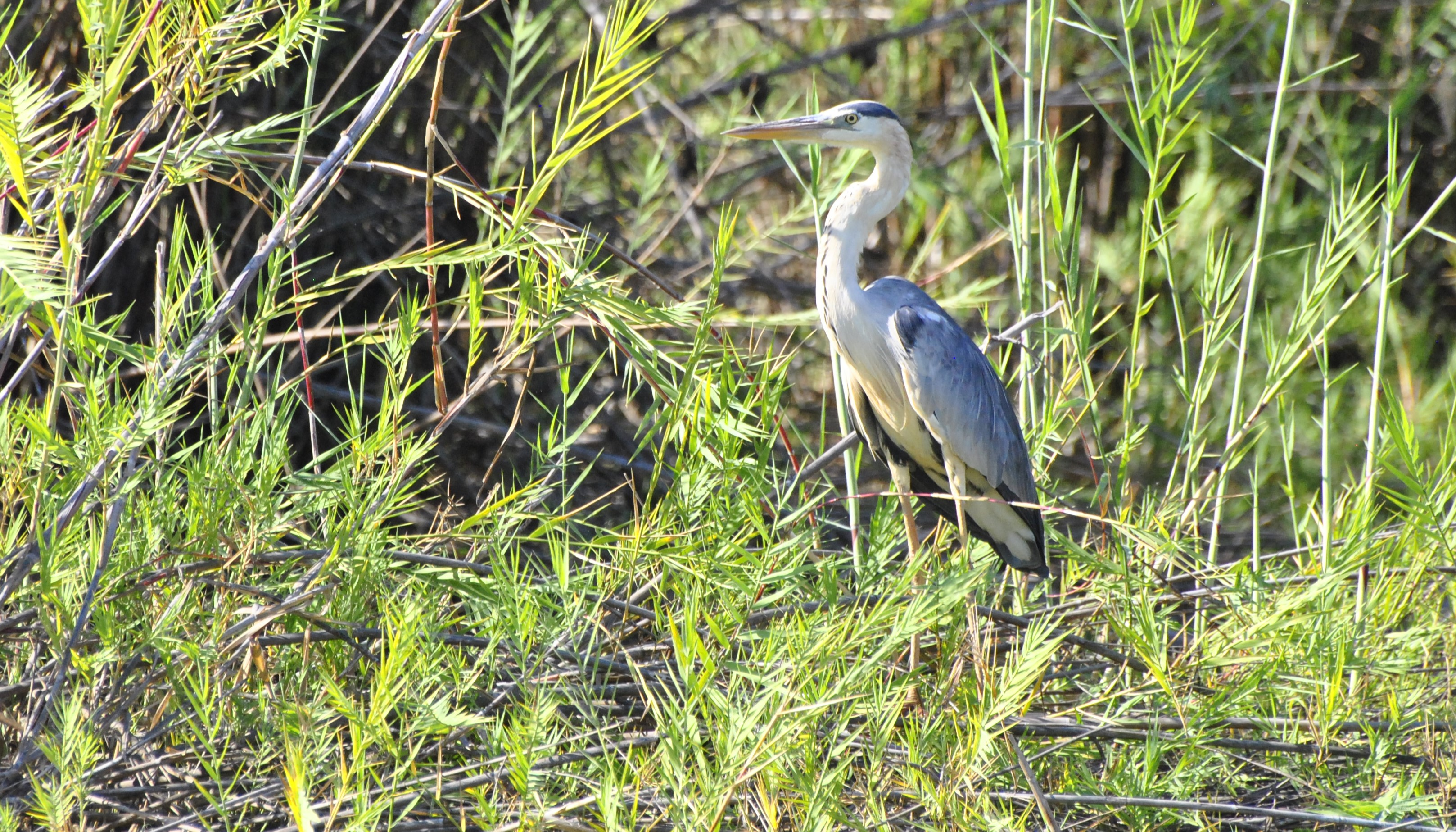
Héron cendré Ardea cinerea - Grey Heron du lac Kinkony, Boeny, Madagascar.
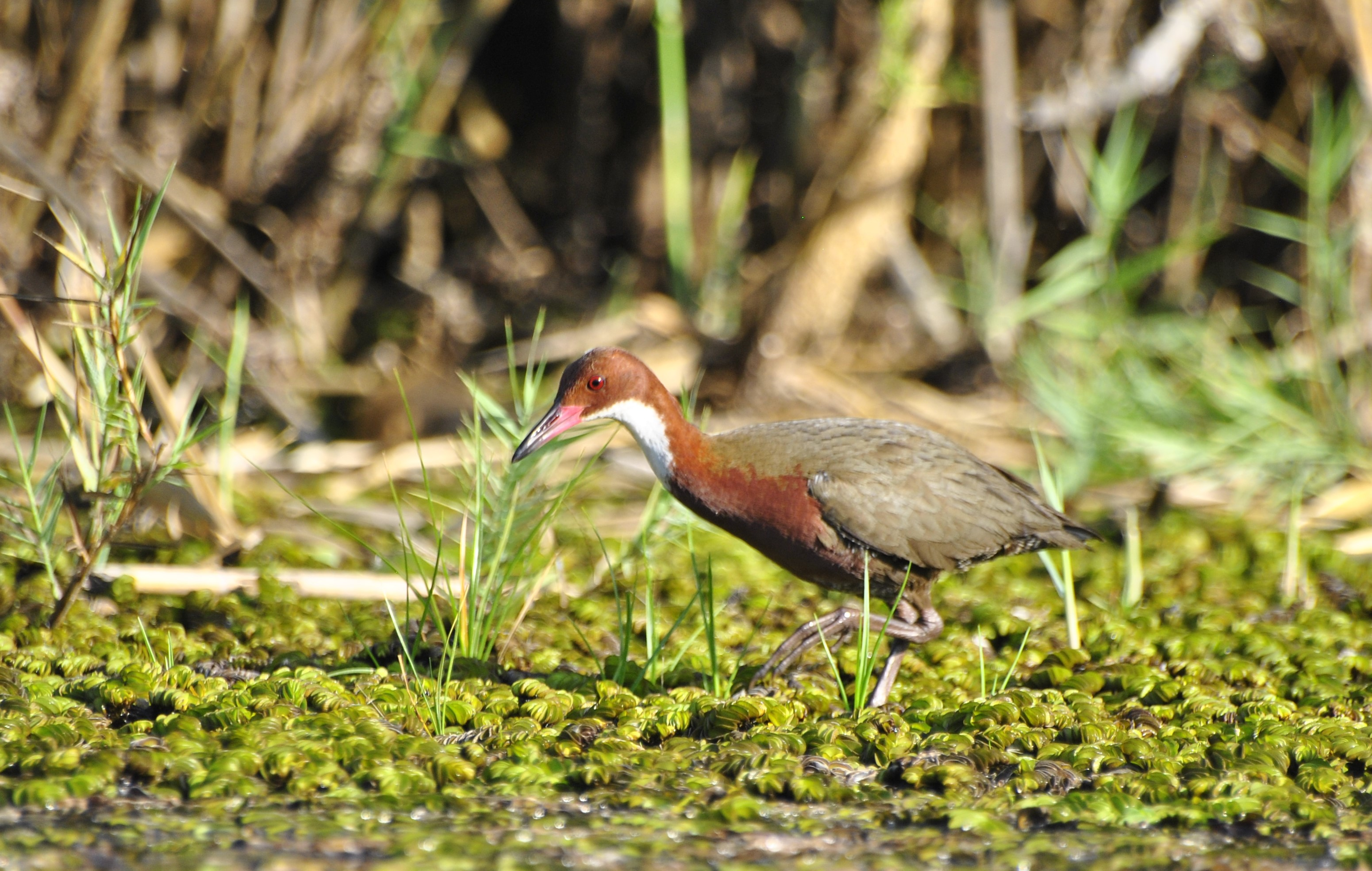
Râle de Cuvier Dryolimnas cuvieri - White-throated Rail du lac Kinkony, Boeny, Madagascar.
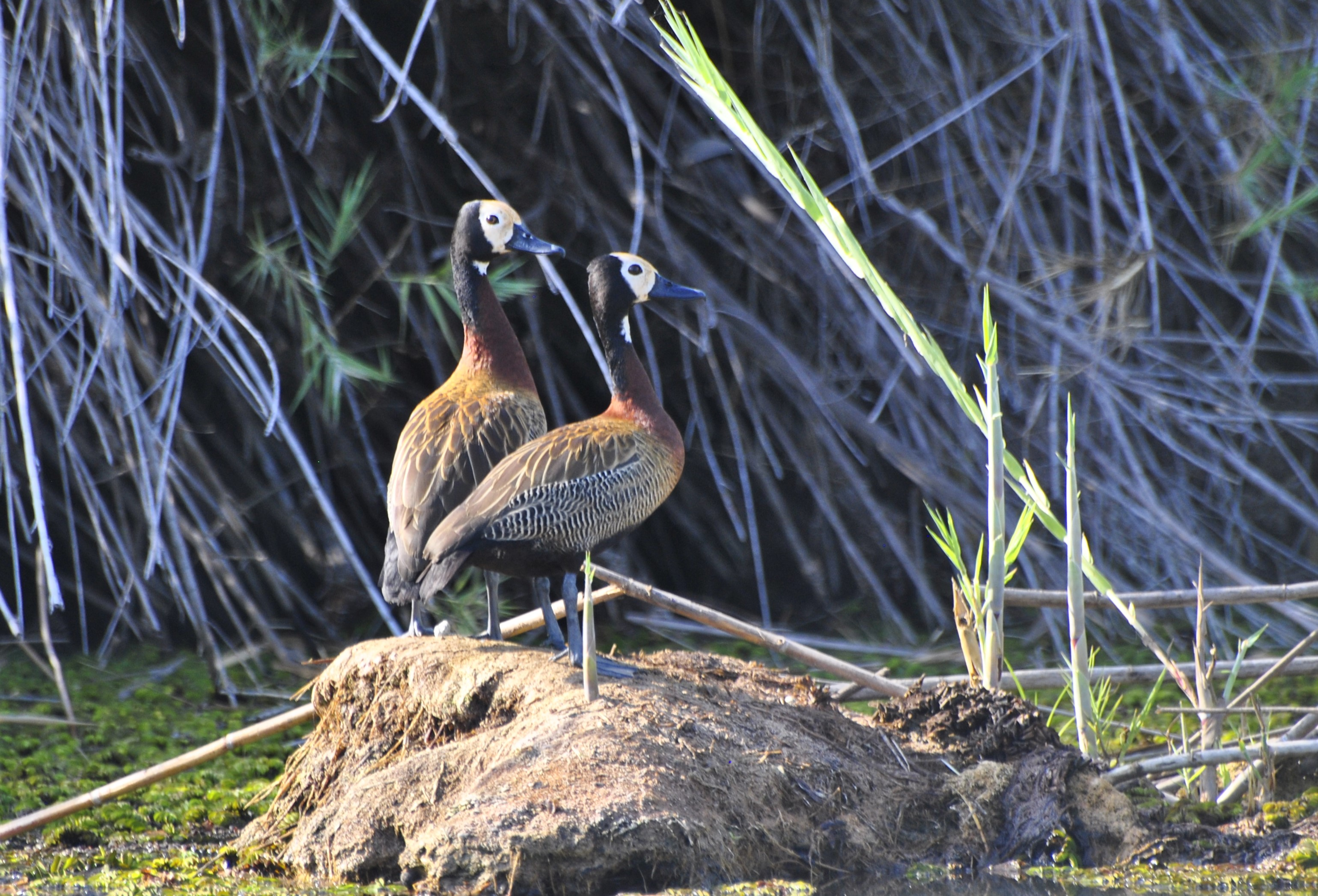
Dendrocygne veuf Dendrocygna viduata - White-faced Whistling Duck du lac Kinkony, Boeny, Madagascar.
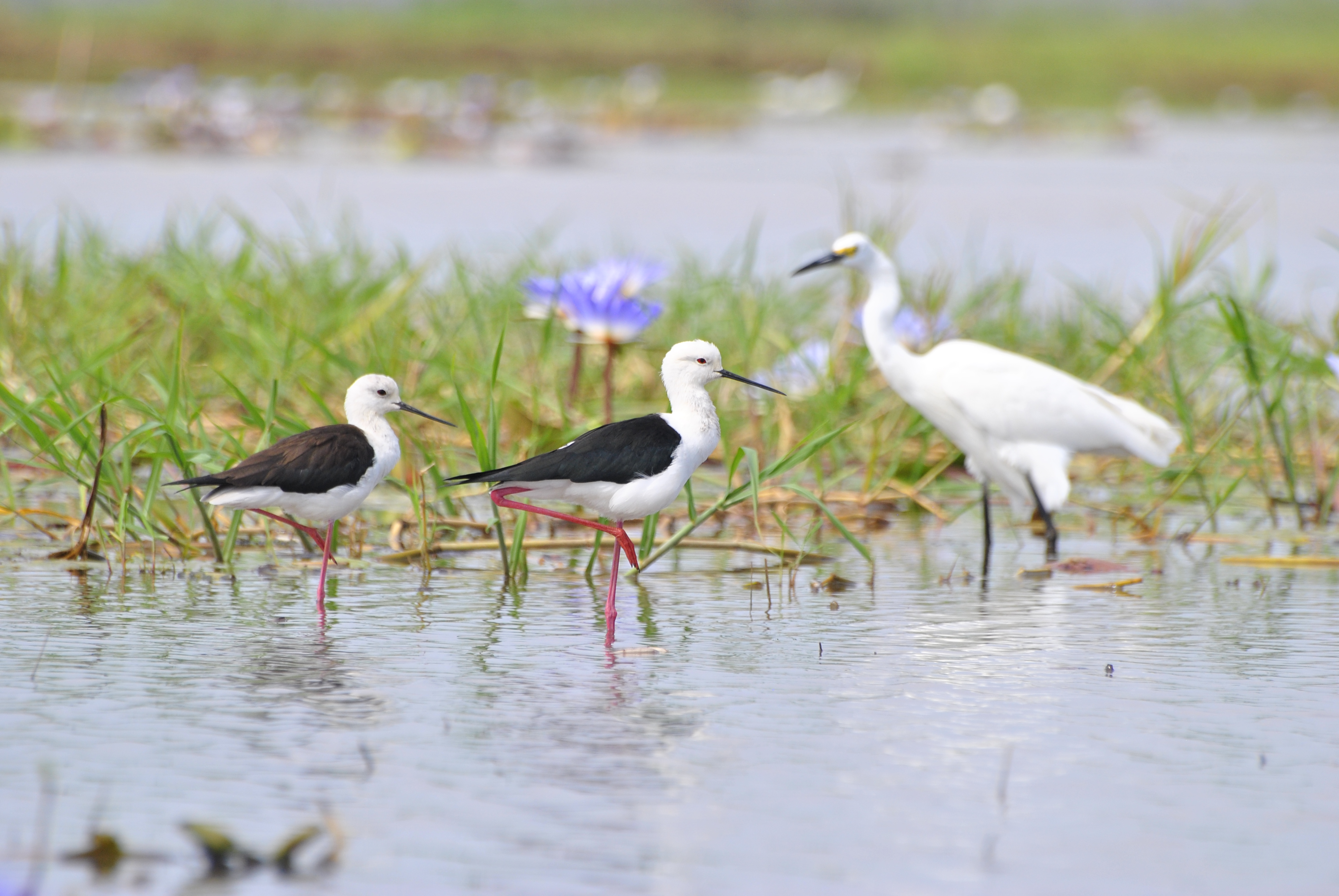
Black-winged Stilt et Dimorphic Egret du lac Kinkony, Boeny, Madagascar.
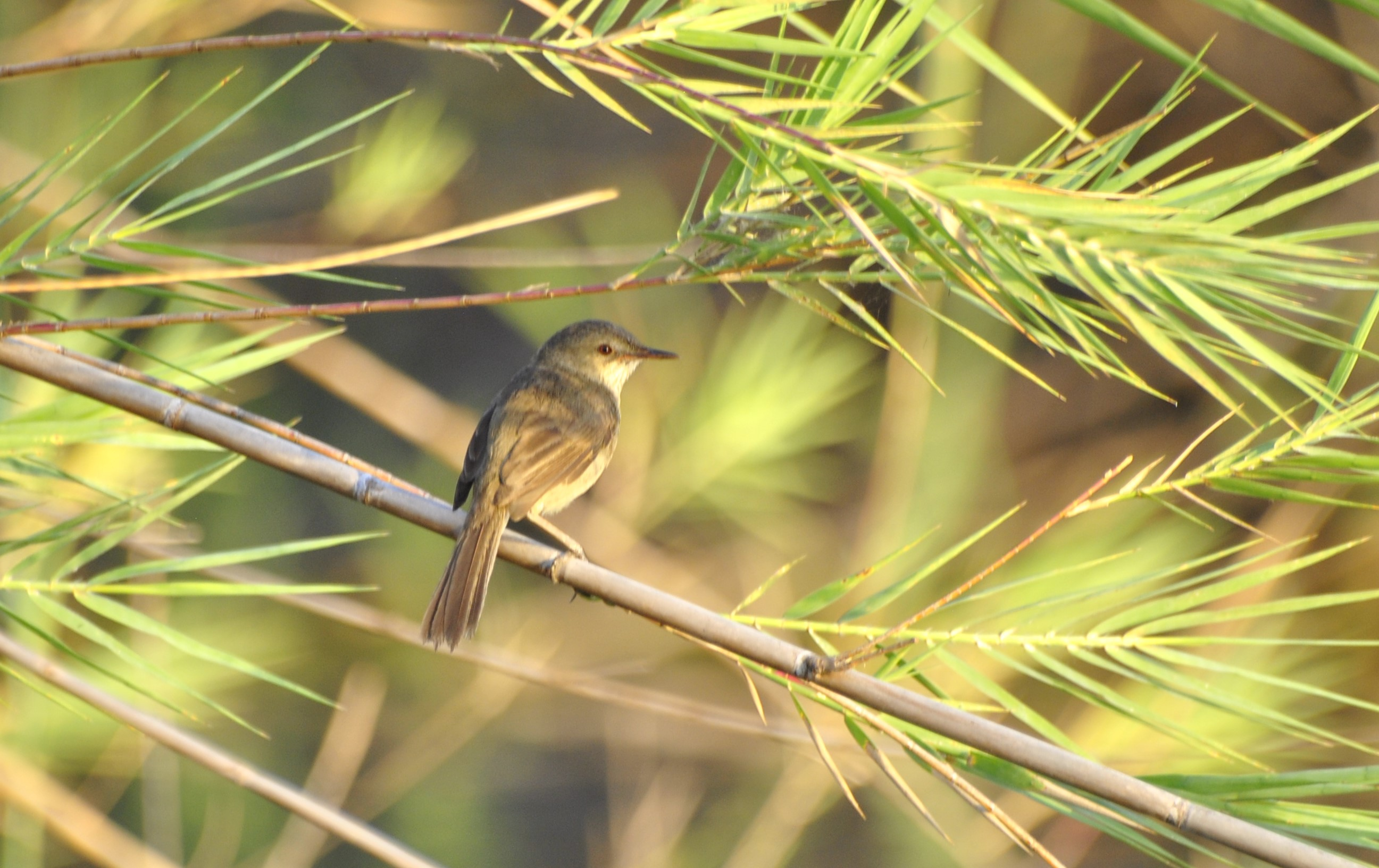
Rousserolle de Newton Acrocephalus newtoni - Madagascar Swamp Warbler du lac Kinkony, Boeny, Madagascar.
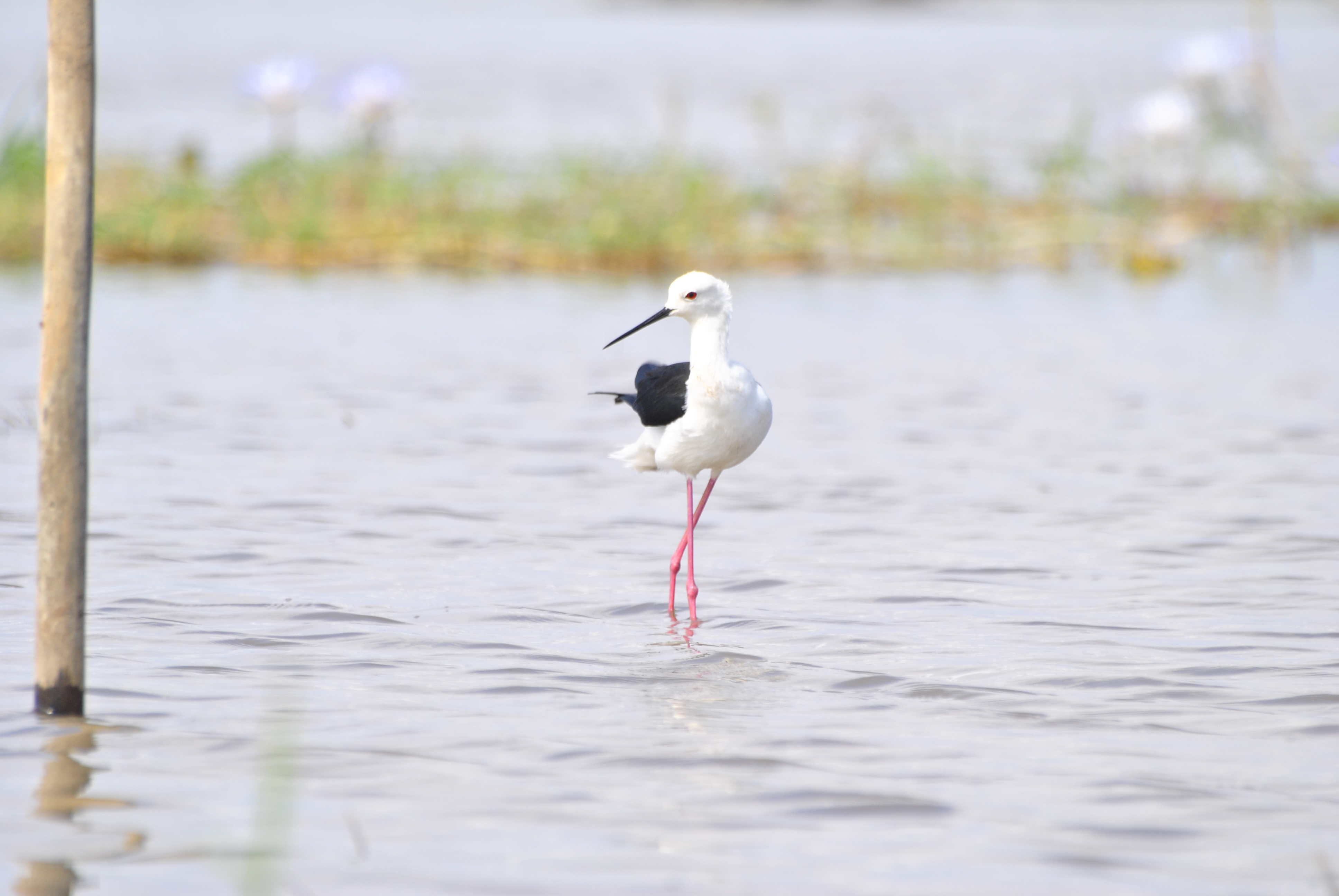
Échasse blanche, Himantopus himantopus, Black-winged Stilt - lac Kinkony, Madagascar.
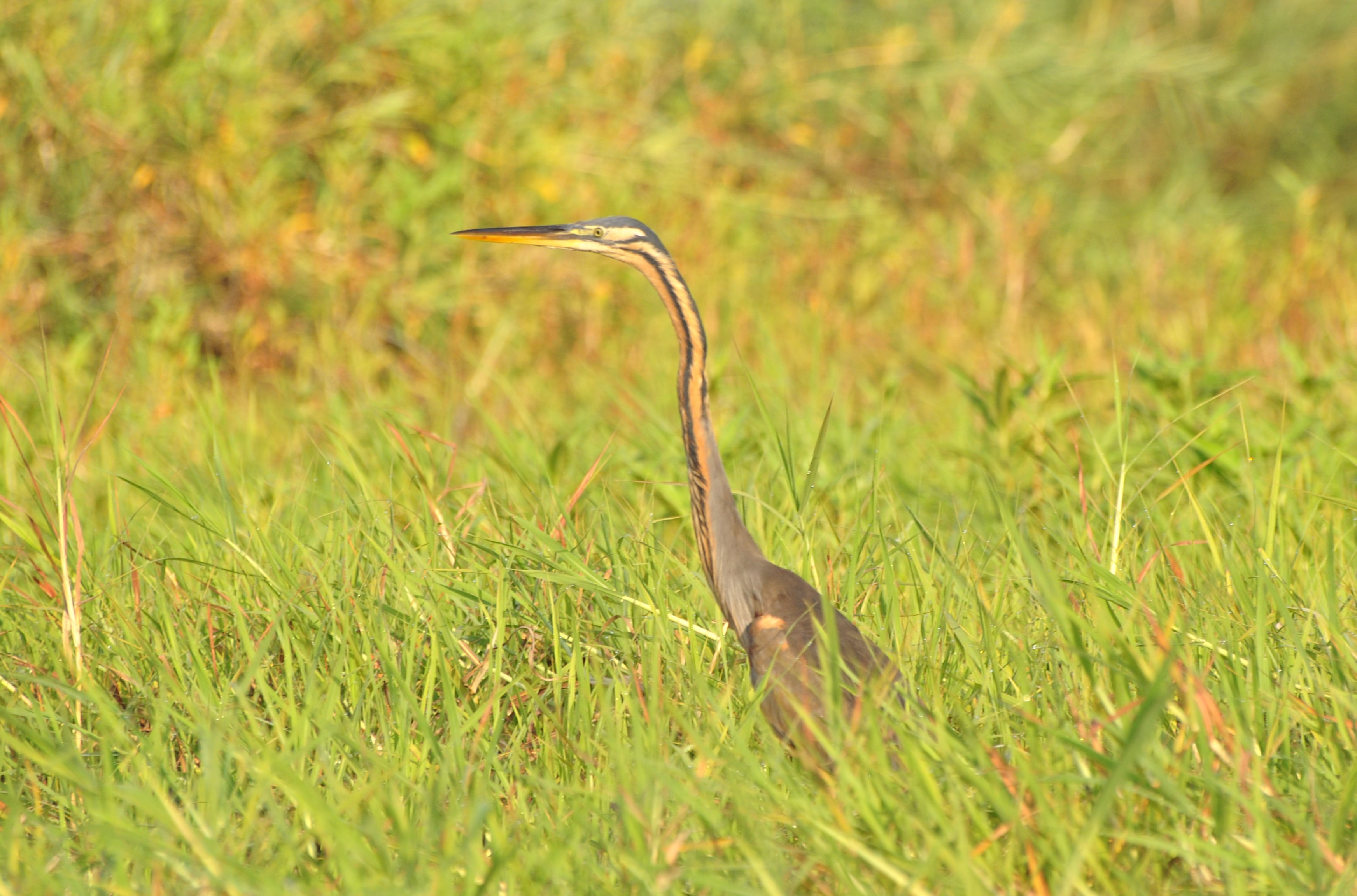
Heron pourpré, Purple Heron, Ardea purpurea - lac Kinkony.
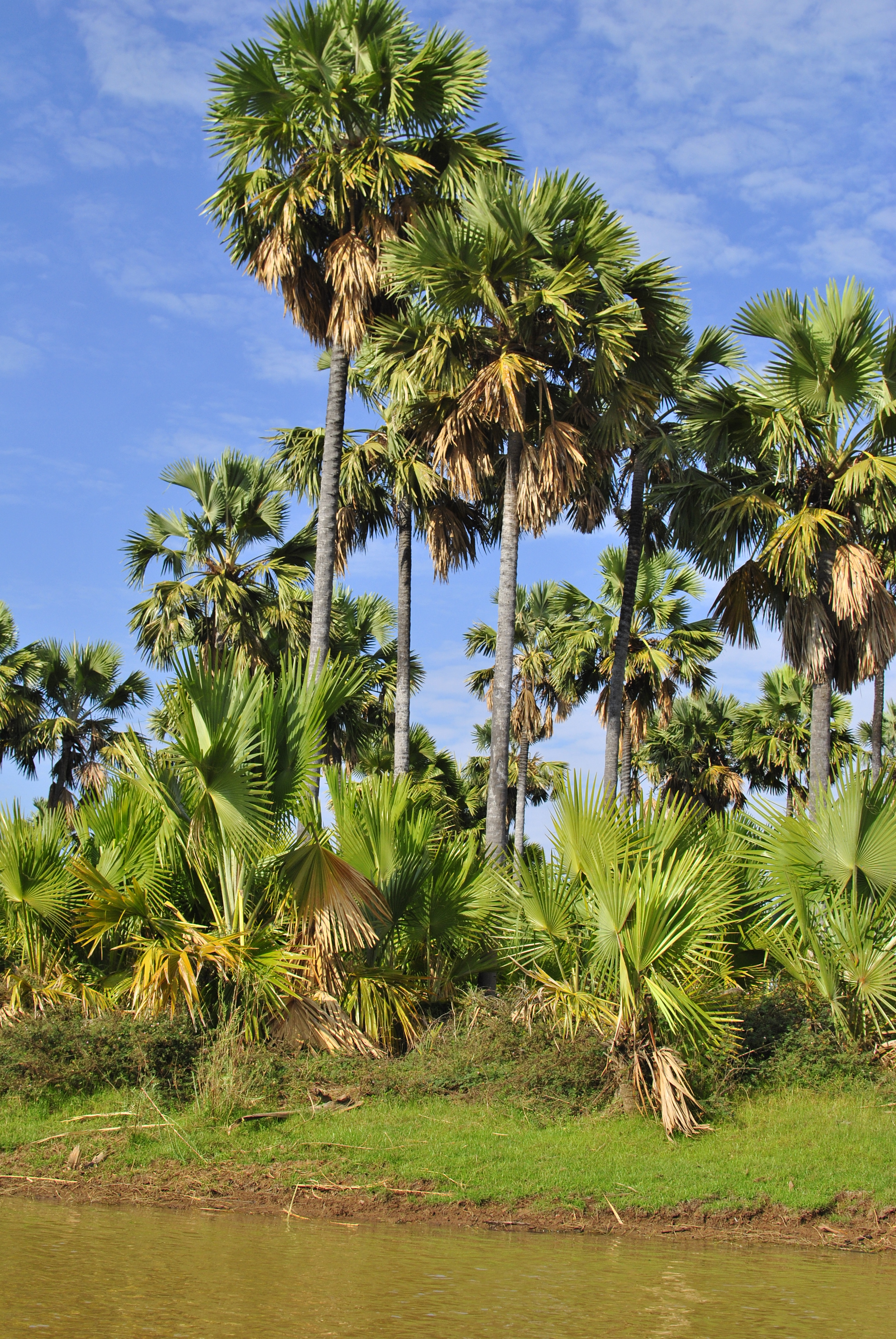
Bismarckia nobilis le long du lac Kinkony, Boeny, Madagascar.
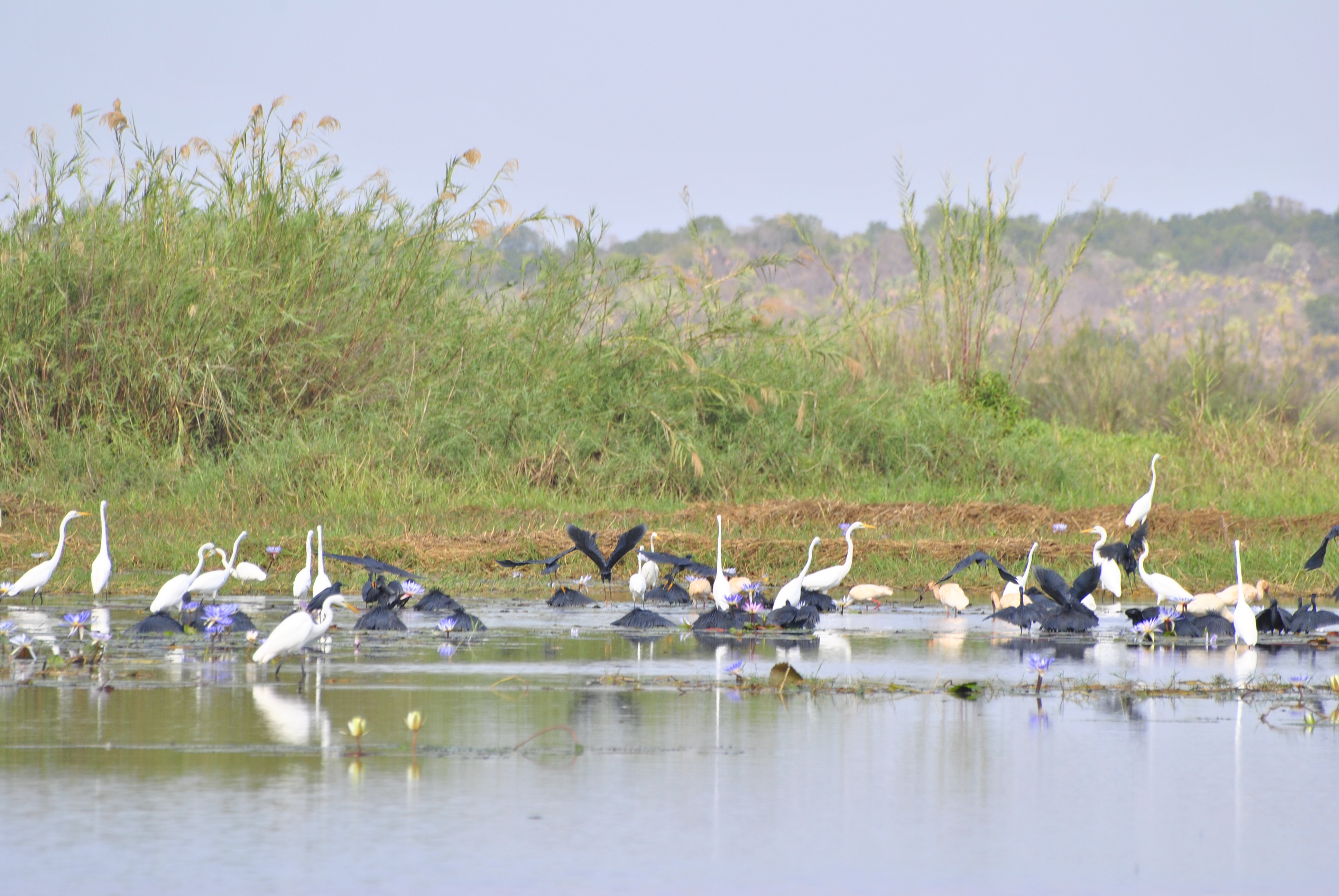
Groupe d'oiseaux aquatiques du Lac Kinkony, Boeny, Madagascar.
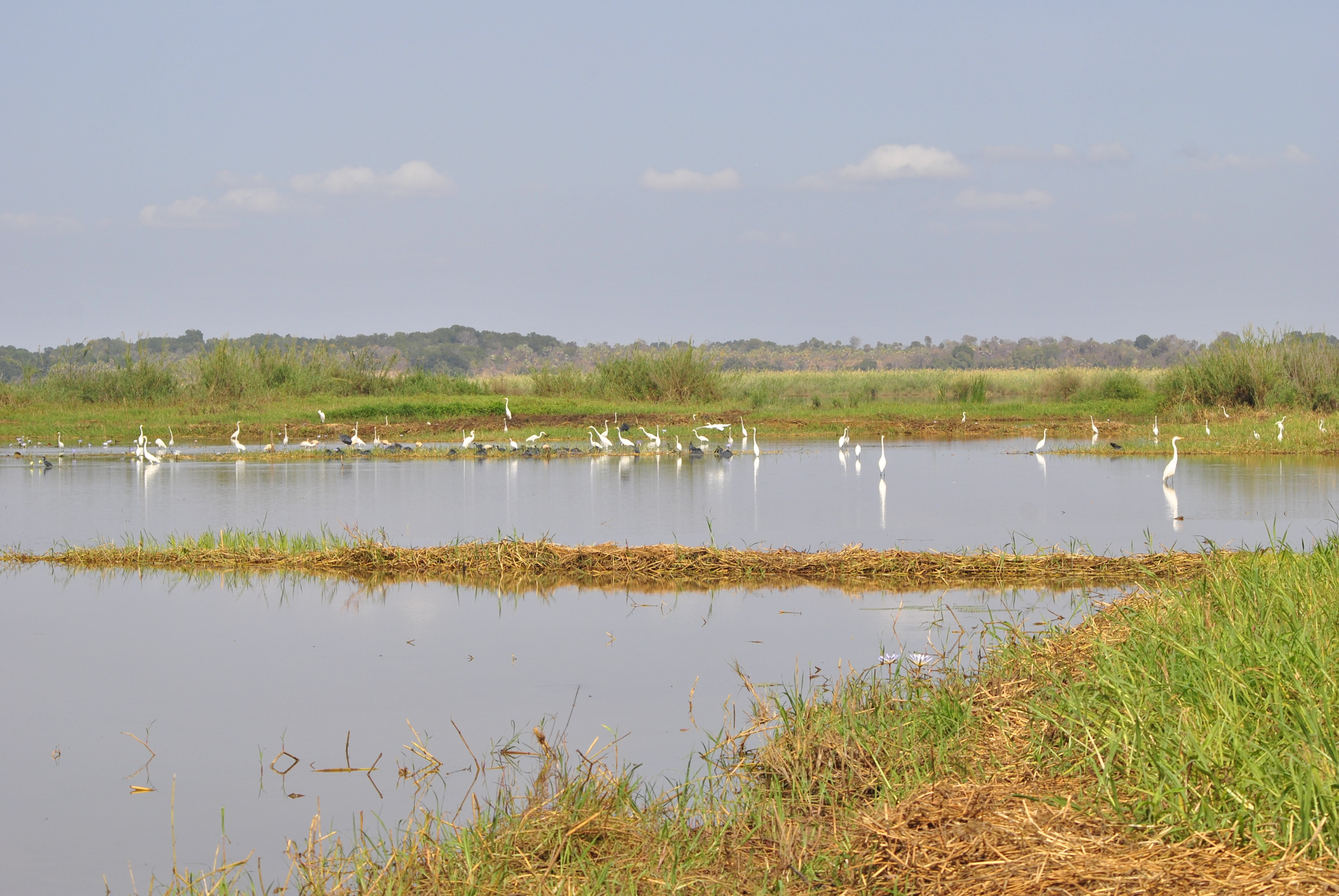
Oiseaux aquatiques du lac Kinkony, Boeny, Madagascar.
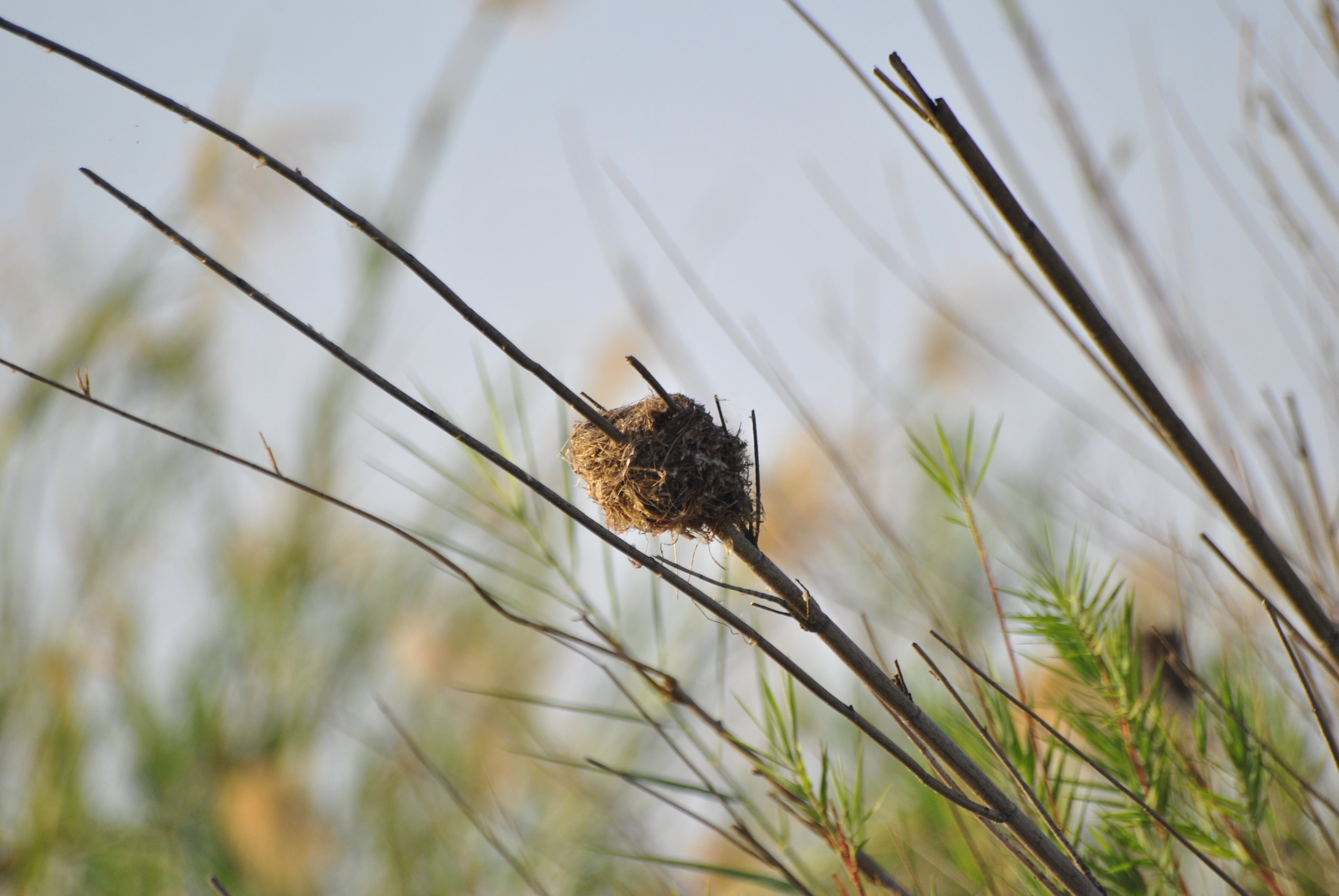
Nid de Rousserolle de Newton Acrocephalus newtoni - Madagascar Swamp Warbler du lac Kinkony, Boeny, Madagascar.
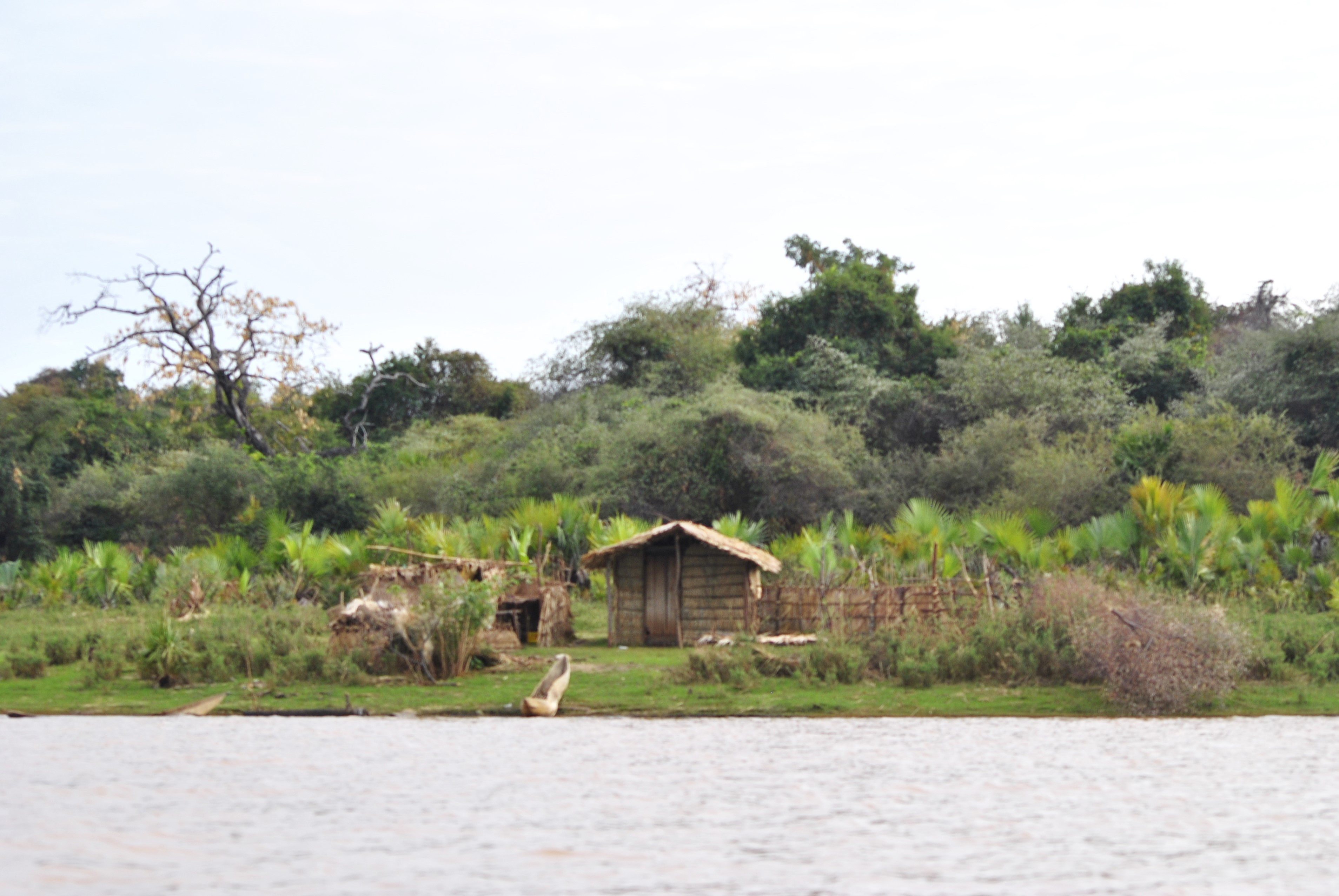
Maison de pêcheur au bord du lac Kinkony, Boeny, Madagascar.
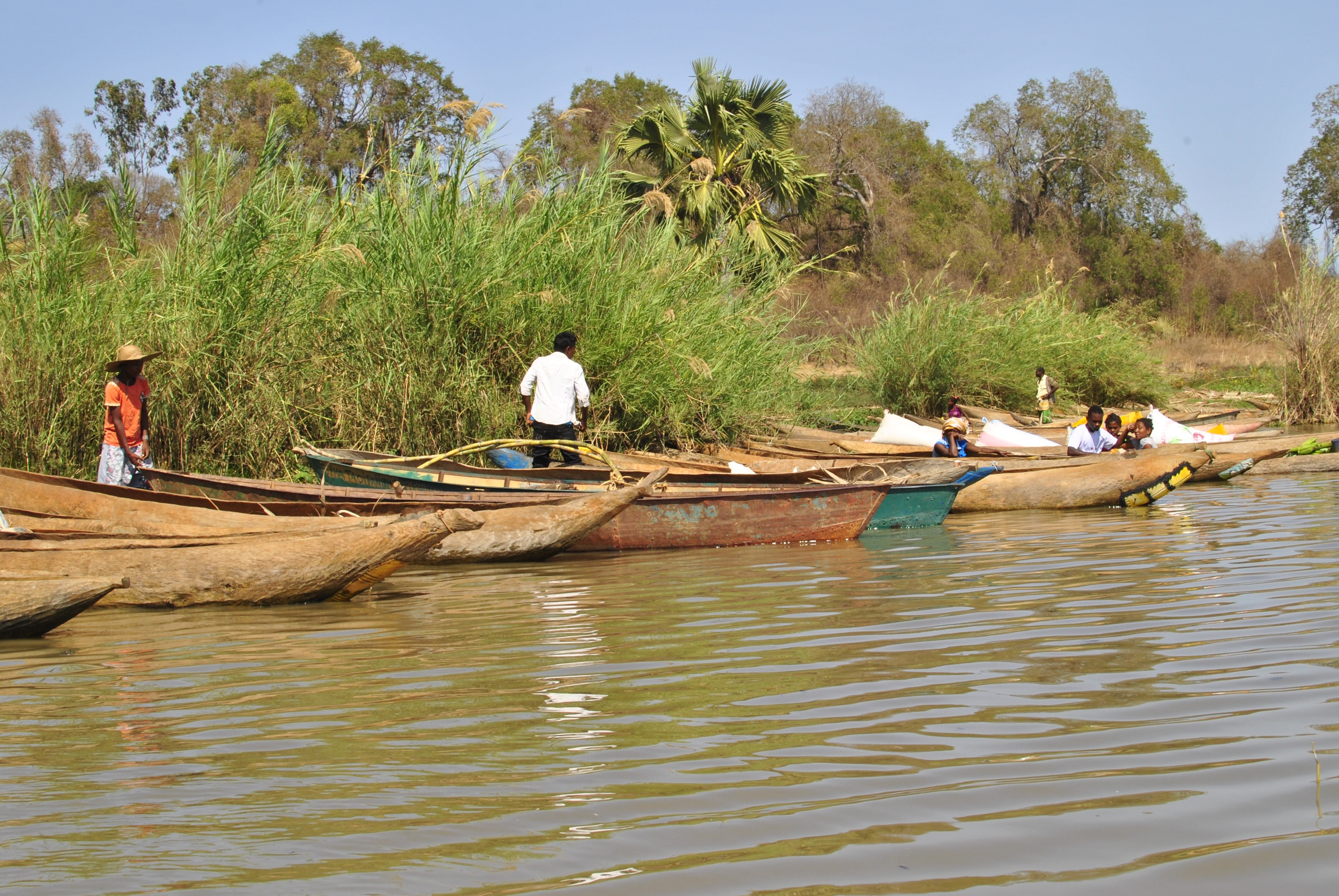
Pirogues, moyen de transport des marchandises et marchands dans les villages aux alentours du lac Kinkony, Boeny, Madagascar.
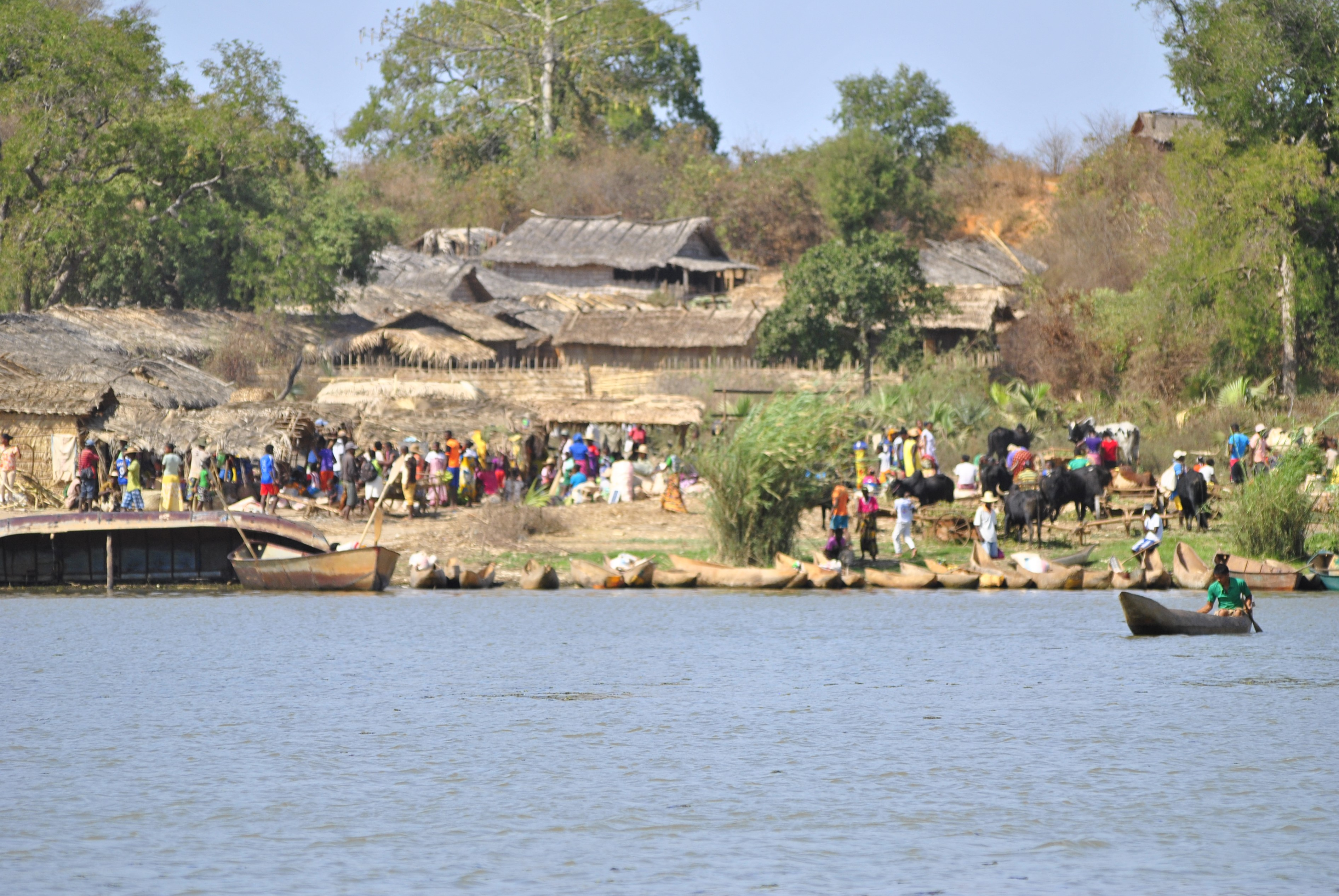
Village de Makary au bord du lac Kinkony pendant le jour du marché, Boeny, Madagascar.
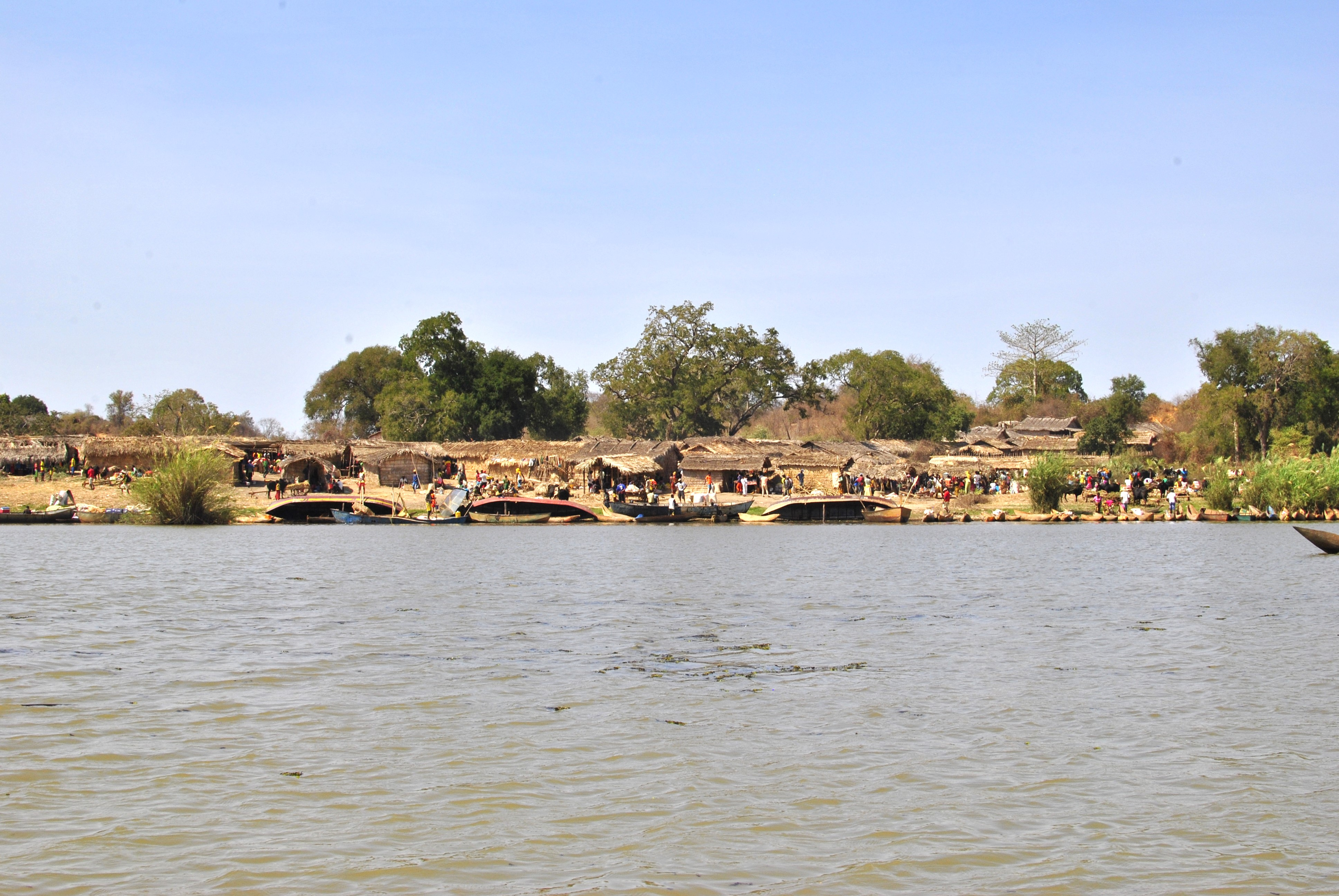
Le village de Makary, lac Kinkony, Boeny, Madagascar.
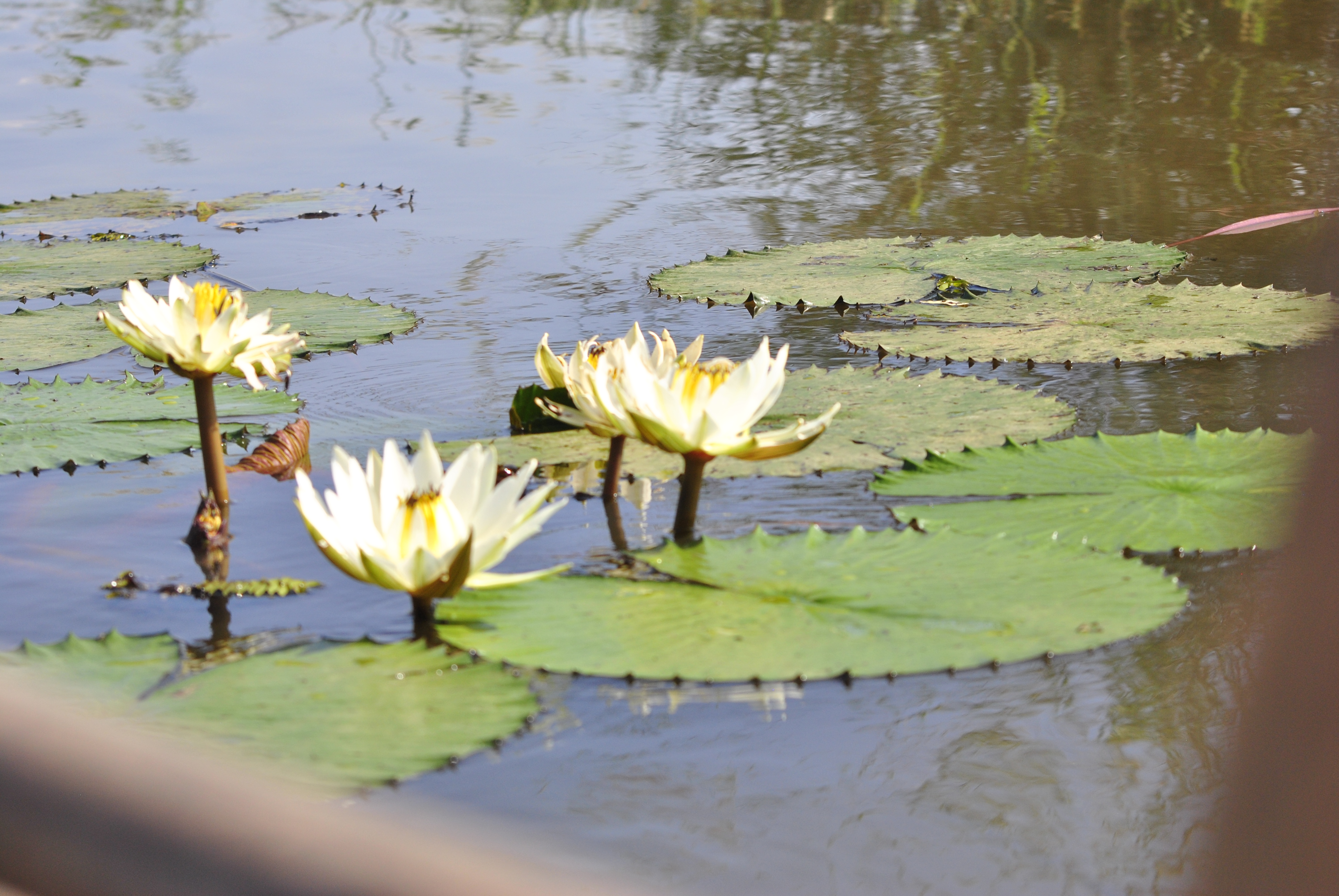
Nénuphar du lac Kinkony, Boeny, Madagascar.
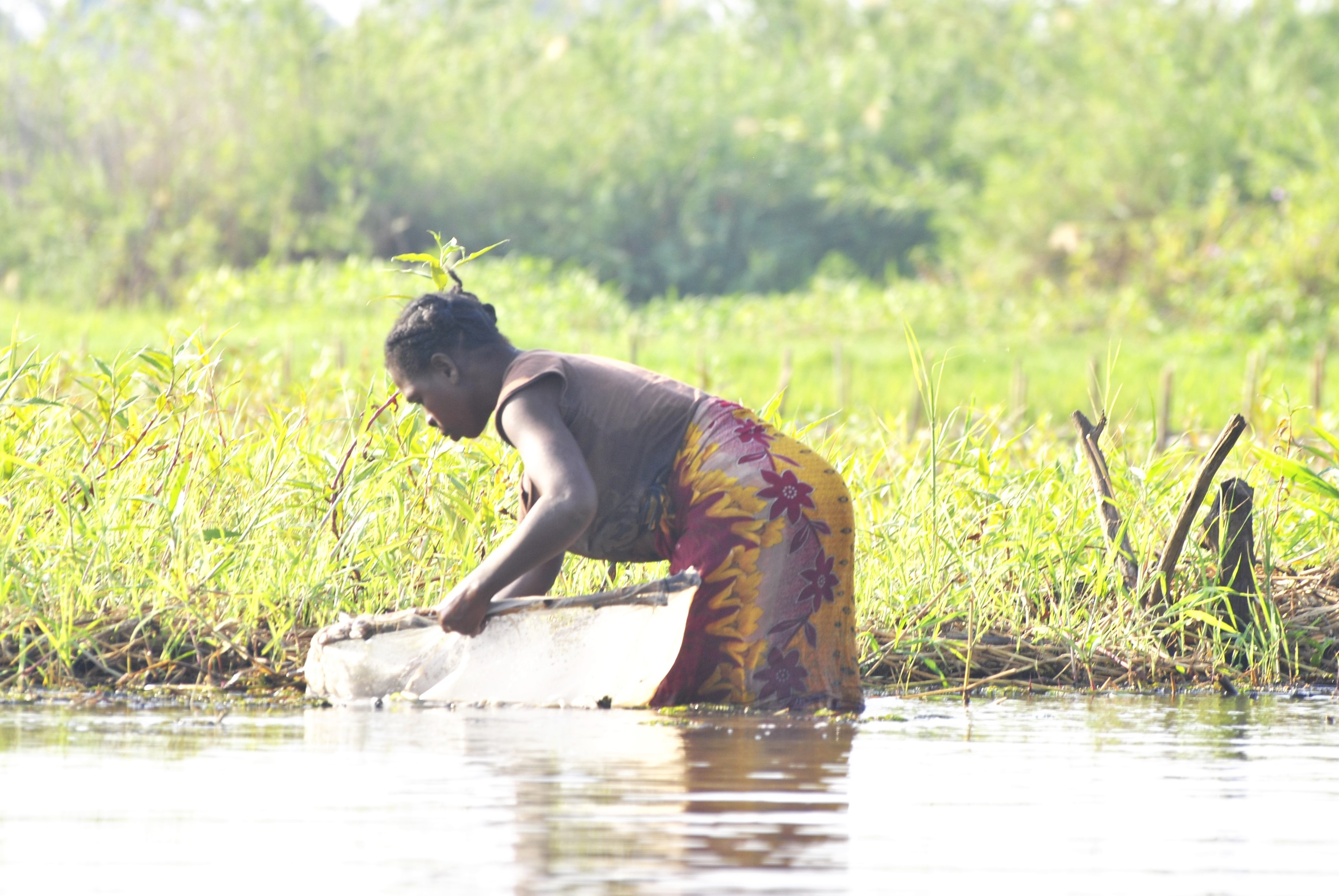
Femme collectant les poissons par un nasse au bord du lac Kinkony.
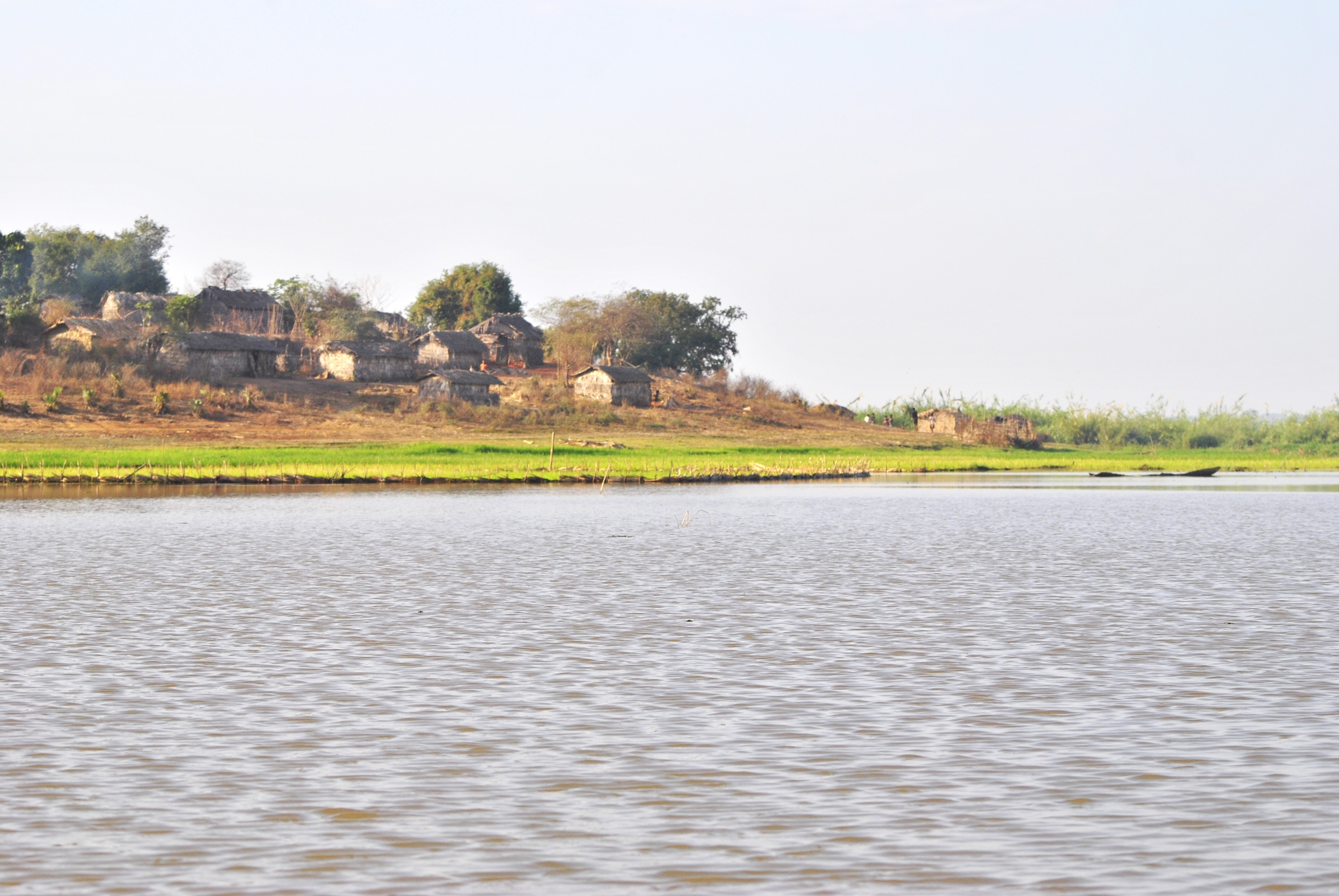
Village de Makary au bord du lac Kinkony, Boeny, Madagascar.